# Frínico (poeta trágico)
Frínico, que nasceu em Atenas e viveu entre os séculos VI e V a.C., foi aluno de Téspis e um dos primeiros autores gregos de tragédia. Ele é considerado por alguns como o verdadeiro fundador da tragédia. Frínico supostamente faleceu na Sicília.
Atualmente existem apenas alguns titulos e pequenos fragmentos de suas obras que são os seguintes:
- Os egípcios
- As Danáides
- Alcestes
- As Fenícias
- A tomada de Mileto (peça que narra a queda de Mileto durante as Guerras Médicas).